# 哈蒙德·匹克
哈蒙德·匹克（英語：Hammond Peek）新西兰音频工程师。他赢得2次奥斯卡最佳音响效果奖，并获得2次提名。

## 部分影视作品
匹克赢得过2次奥斯卡金像奖，并获得了2次提名。
获奖
- 指环王：王者归来 (2003)[1]
- 金刚 (2005)[2]

提名
- 指环王：护戒使者 (2001)[3]
- 指环王：双塔奇兵 (2002)[4]